# Pressione transmurale
La pressione transmurale è la differenza di pressione tra l'interno e l'esterno di un organo cavo, per esempio quella che si può misurare nei vasi polmonari.
I vasi sono virtualmente circondati da gas e subiscono la pressione esterna collassandosi o distendendosi. La pressione esterna ai capillari è vicina alla pressione alveolare.
In espirazione forzata, ma anche in quella normale, si ha un aumento della pressione pleurica e della pressione alveolare, nello stesso momento e dello stesso grado, con una differenza pressoria fra i due elementi che non si modifica. Il punto di equivalenza fra la pressione pleurica e la pressione barometrica, dopo il quale la prima è maggiore della seconda, favorisce la chiusura dei bronchioli, con un aumento di resistenze e un rallentamento della velocità di progressione dell'aria verso l'esterno.
Anche con un aumento della forza espiratoria, la differenza pressoria fra i due sistemi non cambia, generando sempre un punto di collasso all'interno dei bronchioli tale da instaurare una limitazione al flusso.
La pressione transmurale negativa indica che all'esterno delle vie aeree c'è pressione maggiore rispetto all'interno, quindi le vie tendono a collassare, cosa impossibile grazie alla struttura cartilaginea, intrappolando però, a livello alveolare, il volume residuo.
Non c'è quindi modo di svuotare completamente i polmoni a causa di questo fenomeno che prende il nome di fenomeno della compressione dinamica delle vie aeree.